# 福原パーキングエリア
福原パーキングエリア（ふくはらパーキングエリア）は鳥取県八頭郡智頭町福原（ふくわら）にある志戸坂峠道路のパーキングエリア。上り線（佐用方面）のみに設置されている。

## 概要
- 1997年（平成9年）の道路供用時には設置されなかった。
- 2008年（平成20年）、志戸坂峠道路の鳥取県内区間全線開通に併せて上り線のみに開設されたが、当時、公式発表はなかった（2010年1月に国土交通省から公式発表された。）
- バス停留所（福原バスストップ）を併設。下り線にはバス停留所のみが設置されている。
- 地名は「ふくわら」であるが、PA・BSの名称は「ふくはら」である。

## 道路
- E29 志戸坂峠道路（鳥取自動車道に並行する国道373号自動車専用道路）

## 施設

### 佐用方面
- 駐車場
  - 大型 5台
  - 小型 10台
  - 身障者用（小型） 1台
- トイレ[1]
  - 男性 : 3器（小 2器・大 1器）
  - 女性 : 2器
  - 身障者用 : 1器
- 山の郷工房「じげショップ」（土曜・日曜・祝日 11:30 - 16:00）[2][3]
- 無人市（無人直売所）[2][4]
- 自動販売機
- バス停留所

## 福原バスストップ
福原バスストップ（ふくはらバスストップ）は鳥取県八頭郡智頭町福原の志戸坂峠道路上にあるバス停。
バス事業者では「智頭福原」（ちづふくはら）と案内される。
上り線は福原パーキングエリアに併設、下り線は単独で設置されている。

### 概要
2008年（平成20年）3月30日に鳥取自動車道智頭南IC - 智頭IC間が供用開始されたことに伴い、該当経路を通る高速バス（キャメル号・鳥取エクスプレス京都号・山陰特急バス）については経路が変更されることとなり、4月1日より、従来の「智頭（京橋・諏訪保育園前）」（現在の京橋バス停、国道53号・国道373号智頭東交差点（現在の智頭宿交差点））に代わり、約9km佐用寄りにある当バス停への停車に変更された。なお、キャメル号は当初、従来通り「智頭（京橋・諏訪保育園前）」に停車し、当バス停には停車しなかったが、2009年（平成21年）6月16日から当バス停への停車に変更された。
また、一般道路（智頭町道3616号福原線）側には高速バス利用者専用の駐車場が用意されており、パークアンドバスライドも実施されている。

### 停車する路線
当区間を経由する高速バスのうち、杉崎高速バス・山陰特急バス（新大阪 - 鳥取自動車道経由 - 倉吉線）を除く全路線が停車する。
いずれの路線も、下りは降車専用・上りは乗車専用となっており鳥取・倉吉方面との直接の行き来は出来ない。

#### のりば
| のりば   | 運行事業者                          | （路線・）行先 | 備考           |          |
| 高速バス | 高速バス                            | 高速バス | 高速バス       |          |
| -------- | ----------------------------------- | --- | -------------- | -------- |
| 上り線   | 日本交通 (鳥取県)                   | 鳥取エクスプレス京都号：京都駅烏丸口                                                                               | 運休中         |          |
| 上り線   | 日本交通 (鳥取県) 日本交通 (大阪府) | 山陰特急バス：神戸（三宮バスターミナル） / 大阪（阪急三番街高速バスターミナル / なんば (OCAT) / 弁天営業所 / USJ） | 夜行便は運休中 |          |
| 上り線   | 日ノ丸自動車                        | プリンセスバード号：姫路駅北口                                                                                     |                |          |
| 下り線   | 降車専用                            | 降車専用 | 降車専用       | 降車専用 |

### バス停へのアクセス
- 自動車の場合（一般道路からのみアクセス可能）
  - 国道373号から智頭町道3616号福原線へ入る。
- 鉄道の場合
  - 智頭急行智頭線山郷駅から徒歩10分。R373やまさと（旧智頭町立山郷小学校）を目標にするとよい。

## 周辺
- 智頭急行智頭線 山郷駅
- R373やまさと（旧智頭町立山郷小学校）
- 千代川

## 歴史
- 2008年（平成20年）3月30日： パーキングエリア・バス停留所の供用開始。

## 隣
E29 鳥取自動車道
(3) 西粟倉IC/道の駅あわくらんど - (3-1) 坂根交差点 - (3-2) 駒帰交差点 - 福原PA/BS（PAは下り線のみ） - (4) 智頭南IC（佐用方面出入口）